# Jah Is Real
Jah Is Real – dwudziesty ósmy album studyjny Burning Speara, jamajskiego wykonawcy muzyki reggae.
Płyta została wydana 19 sierpnia 2008 roku przez Burning Music, własną wytwórnię Speara. Nagrania zarejestrowane zostały w studiu The Magic Shop Recording w Nowym Jorku. Ich produkcją zajęła się Sonia Rodney, żona artysty. Spearowi akompaniowali muzycy sesyjni z założonej przez niego grupy The Burning Band.
11 października 2008 roku album osiągnął 3. miejsce w cotygodniowym zestawieniu najlepszych albumów reggae magazynu Billboard (ogółem był notowany na liście przez 9 tygodni).
W roku 2009 krążek został uhonorowany nagrodą Grammy w kategorii najlepszy album reggae. Była to jednocześnie dwunasta nominacja do tej statuetki w karierze muzyka.

## Lista utworów
1. "The Cruise"
2. "Step It"
3. "You Were Wrong"
4. "Run For Your Life"
5. "Jah Is Real"
6. "People In High Places"
7. "One Africa"
8. "Grandfather"
9. "Wickedness"
10. "Stick To The Plan "
11. "No Compromise"
12. "700 Strong"
13. "Grassroot"
14. "Step It (Remix)"

## Muzycy
- Brian Thorn - gitara
- Cecil Ordonez - gitara
- Andy Bassford - gitara
- Donovan McKitty - gitara
- Ian "Beezy" Coleman - gitara
- Linford Carby - gitara rytmiczna
- Isaiah "Onie" Palmer - gitara basowa
- David Rekhley - gitara basowa
- Winston Rodney - perkusja
- Howard Smith - perkusja
- Micahel Hyde - keyboard
- Bernie Worrell - keyboard
- William Berlind - keyboard
- Lawrence Lewis - keyboard
- Kennedy Simmonds - keyboard
- Jerry Johnson - saksofon
- Donald Toney - saksofon
- Kevin Batchelor - trąbka
- Jason Jackson - puzon
- Marie Thomas - chórki
- Lady Peachena - chórki
- Joanne Williams - chórki
- The Late Show's Gospel Choir - chórki